# Cmentarz żydowski w Trzciance
Cmentarz żydowski w Trzciance – kirkut powstał w XIX wieku, który mieścił się przy ul. Parkowej. W czasach niemieckiego nazizmu został zdewastowany. Obecnie nie zachowały się na nim żadne macewy – część z nich najprawdopodobniej została użyta przez Niemców do wybrukowania drogi prowadzącej od obozu przejściowego do stacji kolejowej (obecnie ul. Słowackiego).